# أسهر
الأسْهَر (باللاتينية: vas deferens) هو جزء من الجهاز التناسلي الذكري وهو مسؤول عن نقل الحيوانات المنوية من البربخ وحتى القناة الدافقة.
يوجد وعائين للنقل طول كل منهما حوالي 30 سم محاطة بعضلات ملساء.

## صور إضافية

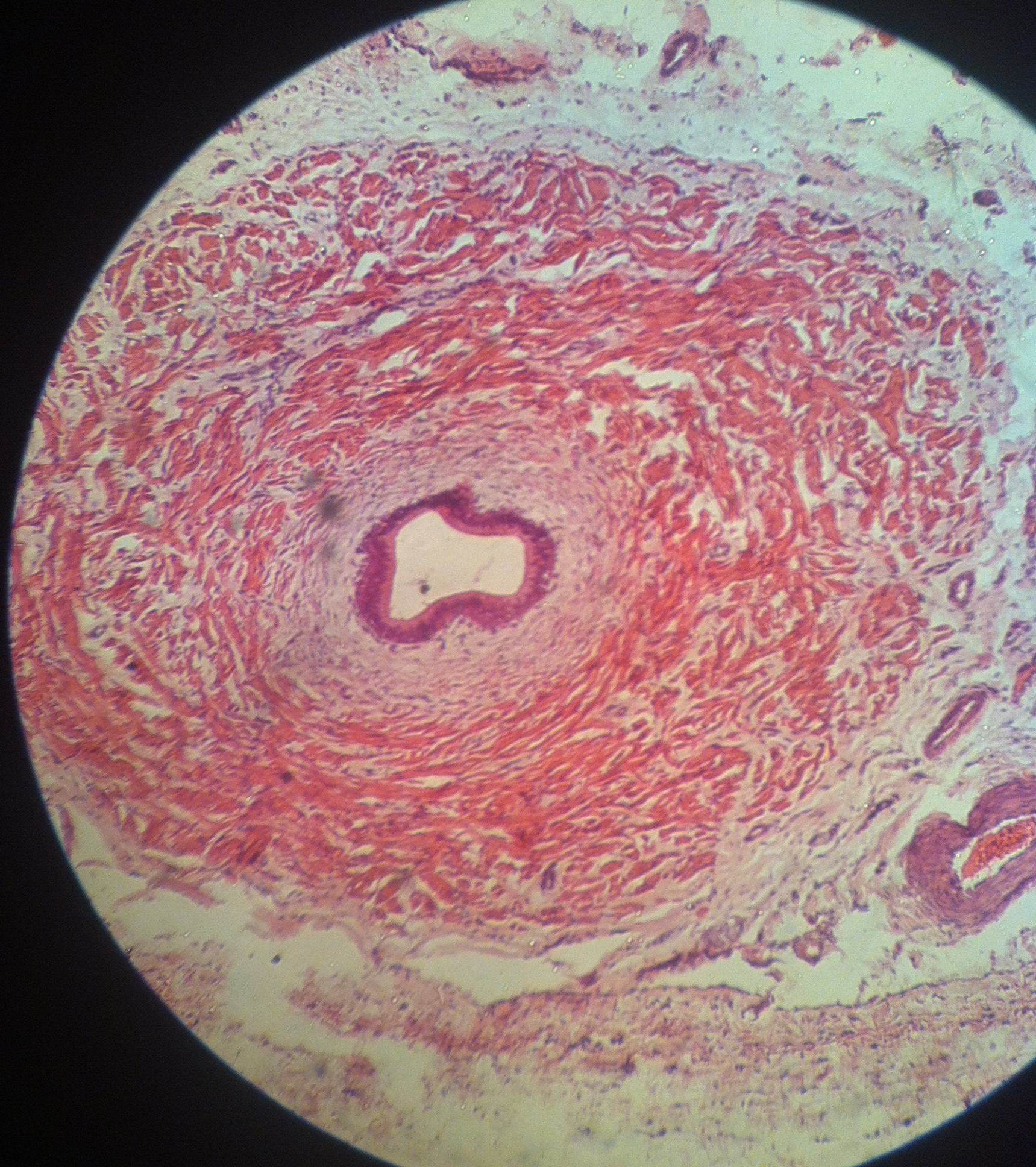
شريحة للأسهر